# Malcolm Forbes
Malcolm Stevenson Forbes (häufig auch: Malcolm Forbes, Sr.; * 19. August 1919 in Englewood, New Jersey; † 24. Februar 1990 in Far Hills, New Jersey) war ein amerikanischer Verleger. Von 1957 bis zu seinem Tod hat er das von seinem Vater B. C. Forbes gegründete Forbes Magazine verlegt.

## Berufsleben und Karriere
Malcolm Forbes war der Sohn von B. C. und Adelaide Mary (geb. Stevenson) Forbes. Nach dem Besuch der Lawrenceville School, einer Preparatory School in Lawrenceville, New Jersey, hat Forbes an der Princeton University studiert. Er beteiligte sich bei der US-Army an den Kämpfen des Zweiten Weltkrieges. Aus dem Krieg zurück stieg er in das Verlagsgeschäft seines Vaters ein. Nach vergeblichen Bemühungen um eine politische Karriere – Forbes war im Senat von New Jersey tätig und kandidierte von 1951 bis 1957 für das Amt des Gouverneurs von New Jersey  Hier gewann er die Wahl als Spitzenkandidat der Republikaner für die Gouverneurswahlen von New Jersey. Doch bei den Entscheidungswahlen erzielte Robert Meyner, der für die Demokraten antrat, ein besseres Endergebnis.
Anschließend widmete Malcom Forbes sich von 1957 an vollständig dem Forbes Magazine. Nach dem Tode seines Bruders Bruce Charles Forbes (1964) übernahm er die alleinige Kontrolle über das Unternehmen. Das Magazin wuchs unter seiner Leitung ständig, und Forbes diversifizierte das Unternehmen, indem er unter anderem in den Immobilienhandel einstieg. Nach seinem Tod im Jahre 1990 wurde sein Sohn Steve Forbes sein Nachfolger.
Forbes hatte ein geschätztes Privatvermögen von 400 Millionen bis 1 Milliarde Dollar.

## Privatleben
Forbes war äußerst wohlhabend und sein opulenter Lebensstil wurde von der Boulevardpresse stark beachtet. Zu seinen berühmtesten Freunden zählten Elizabeth Taylor, die Fernsehmoderatorin Barbara Walters, der Fiat-Gesellschafter Giovanni Agnelli, der Politiker Robert Maxwell und Henry Kissinger. In späteren Jahren wurde Forbes passionierter Motorradfahrer und nutzte seinen Einfluss unter anderem, um die Gesetzgebung in New Jersey dazu zu bewegen, den bis dahin nur für PKWs zugelassenen Garden State Parkway für den Motorradverkehr freizugeben.
Seit 1946 war Malcom Fobes mit Roberta Remsen Laidlaw verheiratet, von der er 1985 geschieden wurde. Nach seinem Tod im Jahre 1990 erregte die einflussreiche Schwulen-Zeitschrift OutWeek Aufsehen mit einem Titelbericht über Forbes’ angebliche Homosexualität.
Forbes hatte eine Sammlung von Fabergé-Eiern, die er ab 1965 erwarb. Sein Bestreben war, mehr der von Fabergé für die russische Zarenfamilie hergestellten Schmuckeier in seinen Besitz zu bringen, als die zehn, die sich in der Rüstkammer des Moskauer Kremls (und damit im sowjetischen Staatsbesitz) befanden. Allerdings besaß Forbes zuletzt nicht – wie er angab – zwölf, sondern tatsächlich „nur“ neun originale kaiserliche Fabergé-Eier, darunter das Krönungs-Ei, das Maiglöckchen-Ei und das Kuckucks-Ei. Forbes Erben verkauften die Sammlung 2004 an den russischen Milliardär Wiktor Wekselberg, der sie im Fabergé-Museum in Sankt Petersburg ausstellt.